# Mark Hildreth (skuespiller)
Mark Hildreth (født 24. januar 1978) er en canadisk skuespiller og musiker. Han har optrådt i mange film og tv-roller.

## Filmografi
- Love Is Never Silent (1985) — Bradley Ryder Riders
- The Humanoid (1986) — Eric
- The New Adventures of Beans Baxter (1987) — Beazle
- After the Promise (1987) — Raymond 3 (alder 10)
- The New Adventures of Beany and Cecil (1988) — Beany
- Camp Candy (1989) — stemmer
- The New Adventures of He-Man (1990) — Caz
- My Son Johnny (1991) — Johnny alder 12
- The Odyssey (1992) — Finger
- King Arthur and the Knights of Justice (1992) — Sir Zeke/Squire Everett
- The Bots Master (1993) — Ziv 'ZZ' Zulander
- Relentless: Mind of a Killer (1993) — Jeremy
- Kishin Corps: Alien Defender Geo-Armor (1993) — Jack
- Double Dragon (1993) — stemmer
- Hurricanes (1993) — Ingred
- The Odyssey (1994) — Finger, Mick
- Madison (1994) — Allan
- Conan and the Young Warriors (1994) — stemmer
- Shock Treatment (1995) — Craig Grant
- Street Fighter: The Animated Series (1995) tv-serie (stemme) — Thrasher's victim, Mad Gear gang members
- Action Man (1995) tv-serie – stemmer
- Hawkeye (1995) — Gabriel
- Fatal Fury: Legend of the Hungry Wolf (1995) — Terry Bogard
- Fatal Fury 2: The New Battle (1996) — Terry Bogard
- Please Save My Earth (1996) — Issei Nishikiyori
- Dragon Ball Z (1989) — Dr. Briefs/stemmer (1996–1997)
- Billy the Cat (1996) — stemmer
- Past Perfect (1996) — Rusty Walker
- Honey, I Shrunk the Kids: The TV Show (1998) — Jack McKenna
- Stories From My Childhood (1998) — Various Characters
- Fatal Fury: The Motion Picture (1998) — Terry Bogard
- Past Perfect (1998) — Rusty Walker
- Hope Island (1999) — Mark
- Y2K (1999/II) (TV) — Young Soldier No. 2
- Level 9 (2000) — Raymo
- Call of the Wild (2000) tv-serie – Stanton
- Action Man (2000) tv-serie (stemme) — Alex Mann
- Mobile Suit Gundam Wing (2000) tv-serie (stemme) — Heero Yuy
- Andromeda
- Gundam Wing: Endless Waltz (2000) (TV) (stemme) — Heero Yuy
- What About Mimi? (2000) tv-serie (stemme) - Kyle, Additional Voices
- Madeline (2000) tv-serie – Additional Voices
- Donner (2001) (TV) — Dasher, Dancer
- Wolf Lake (2001) (TV) — Billy
- UC: Undercover (2001) tv-serie – Danny
- Night Visions (2001) tv-serie – Tim
- Just Cause (2001) tv-serie – Ted Kasselbaum
- Mary-Kate and Ashley in Action! (2001) tv-serie – Additional Voices
- Ultimate Book of Spells (2001) tv-serie – Additional Voices
- Gundam: Battle Assault 2 (2002) — Heero Yuy
- Ultimate Muscle: The Kinnikuman Legacy (2002) — The Adams
- Stargate: Infinity (2002) tv-serie – R.J. Harrison
- Scruff (2002) — Additional Voices
- Barbie as Rapunzel (2002) — Stefan
- They (2002) — Troy
- No Night Is Too Long (2002) — James Gilman
- G.I. Joe: Spy Troops (2003) — High-Tech
- Barbie of Swan Lake (2003) — Prince Daniel
- Sabrina's Secret Life (2003) — forskellige stemmer
- Gadget and the Gadgetinis (2003) — forskellige stemmer
- The Cramp Twins (2003) — forskellige stemmer
- SSX 3 (2003)
- Battle Assault 3 Featuring Gundam Seed (2004) — Heero Yuy
- Dragons: Fire and Ice (2004) — Prince Dev
- G.I. Joe: Valor vs. Venom (2004) — Hi-Tech
- Barbie as the Princess and the Pauper (2004) — Dominic
- Legend of Earthsea (2004) — Jasper
- Jammin' in Jamaica (2004) — Sutton
- Everyone (2004) — Grant
- Eighteen (2004/I) — Macauley
- Krypto the Superdog (2005) tv-serie – Additional Voices
- The Collector (2005) tv-serie – Sickert
- Young Blades (2005) tv-serie – Siroc
- My Scene Goes Hollywood (2005) — Sutton (stemme)
- Marvel Nemesis: Rise of the Imperfects (2005) Video Game - Daredevil
- Dragons II: The Metal Ages (2005) Video Game – Dev
- Barbie and the Magic of Pegasus 3-D (2005) — Aiden (stemme)
- This Space for Rent (2006) tv-serie – River Sorenson
- Class of the Titans (2006) tv-serie – Phil/Pan (stemme)
- Falcon Beach (2007) tv-serie – Hal Massey
- Company of Heroes: Opposing Fronts (2007) — Roy Jones
- Medieval II: Total War: Kingdoms (2007) Video Game
- Pirates of the Caribbean: At World's End (2007) Movie – Cryer
- Burnout Paradise (2008) Video Game – DJ Atomika (stemme)
- Pirates of the Caribbean: At World's End (2008) Video Game - Davy Jones
- Metal Gear Solid 4: Guns of the Patriots (2008) — Soldiers[1]
- Wolverine and the X-Men (2008) — Quicksilver
- Eureka (2008) — Chuck
- Barbie and the Three Musketeers (2009) — Prince Louis
- Supernatural (2009) — Adam Benson
- Being Erica (2009) — Mr. Leeds
- The Tudors (2009) — Reginald Pole
- Dragon Age: Origins (2009) spil (stemme) – Sten
- V (2009) tv-serie – Joshua
- Planet Hulk (2010) — Red King
- Hot Wheels Battle Force 5 (2010) — Vert Wheeler/Praxion/Kyrosys/Ramble
- Voltron Force (2011) — King Lotor
- SSX (2012) — Dj Atomika (stemme)
- The Bureau: XCOM Declassified (2013) Video Game — Agent William Carter
- End of the World (2013) - Max
- Resurrection (2014) tv-serie — Pastor Tom Hale
- Hulk and the Agents of S.M.A.S.H. (2014) tv-serie - Deathlok